# Глибочок (Великокучурівська сільська громада)
Глибочо́к — село в Україні, у Великокучурівській сільській територіальній громаді Чернівецького району Чернівецької області.

## Назва
Щодо походження назви села існує дві основі версії: від глибокої частини річки, де розташований Глибочок, або ж від роздоріжжя у центрі, яке ділить його на 4 частини — кожна належить до сусідніх сіл.

## Географія
Село Глибочок розташоване поблизу лісу та Тисового яру. До міста Сторожинець — 4 км, до міста Чернівці — 20 км. Поряд розташоване однойменне село Глибочок сільської громади що відноситься до село Кам'яна.

## Історія
Перші згадки про село датуються 1718 роком.
З 24 серпня 1991 року село входить до складу незалежної України.

## Населення

### Мова
Розподіл населення за рідною мовою за даними :
| Мова       | Кількість | Відсоток |
| ---------- | --------- | -------- |
| українська | 246       | 98.8%    |
| румунська  | 2         | 0.8%     |
| російська  | 1         | 0.4%     |
| Усього     | 249       | 100%     |

## Відомі люди
- Іонуц Дмитро Дмитрович — український військовослужбовець, учасник російсько-української війна.[2]